# Corymbia maculata
Corymbia maculata, též Eucalyptus maculata, je strom endemický pro Austrálii. Byl poprvé popsán Williamem Jackonsem Hookerem roku 1844 jako Eucalyptus maculata. Do rodu Corymbia byl zařazen až roku 1995 K. D. Hillem a L. A. S. Johnsonem. Pro medosavky, například medosavku maskovou, se jedná o zdroj potravy.

## Popis
Corymbia maculata je vysoký strom dorůstající až do 45 m, nicméně byl zaznamenán i jeden vysoký 91 m. Kmen je rovný, pokrytý hladkou bílou, šedou nebo narůžovělou kůrou. Listy mají kopinaté čepele a jsou dlouhé 10 až 21 cm. Od zimy do jara strom zdobí malé bílé květy. Ve volné přírodě lze též najít hybridy Corymbia maculata a jiných druhů: korymbie citroníkové, Corymbia gummifera nebo Corymbia intermedia.
Druhové jméno maculata je odvozeno z latinského slova maculosus, které znamená skvrnitý a odkazuje na skvrnitou barvu kůry.